# 洪铺镇
洪铺镇，是中华人民共和国安徽省安庆市怀宁县下辖的一个乡镇级行政单位。

## 行政区划
洪铺镇下辖以下地区：
洪镇街道社区、白云村、金鸡村、新岗村、黄山村、三岭村、五桥村、新龙村、宏光村、长安村、冶塘村、东风村和石库村。